# 가지마오
"가지마오"는 1972년 공개된 대한민국의 영화이다.

## 배역
- 윤정희
- 남궁원
- 태현실